# Паралімпійські види спорту

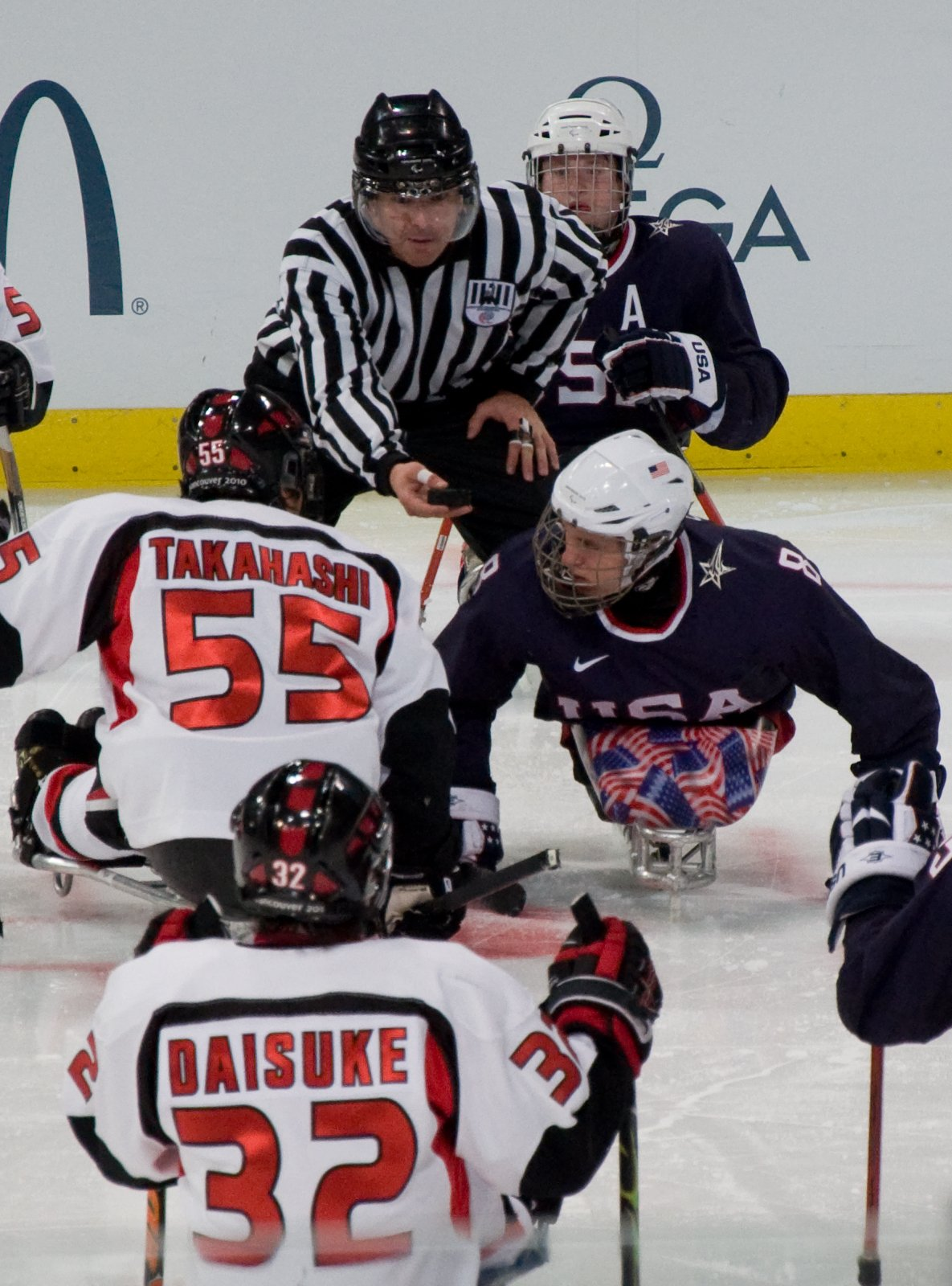
Следж хокей: США (сині футболки) проти Японії (білі сорочки) під час Паралімпійських ігор-2010 у Ванкувері.

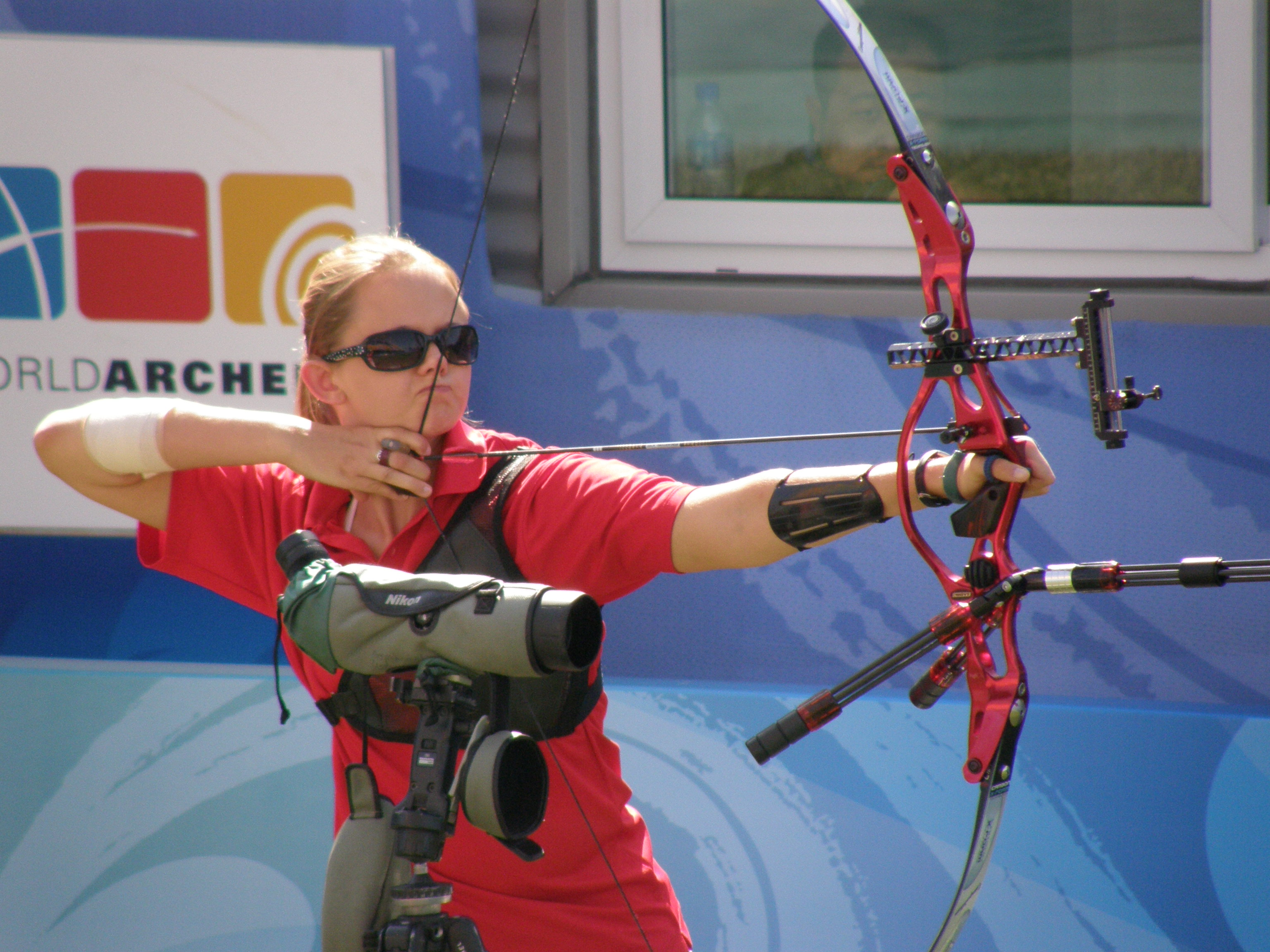
Стрільба з лука: Ліндсі Кармайкл зі Сполучених Штатів, у 2008 році на Паралімпійських іграх в Пекіні.

Паралімпійські види спорту — всі види спорту, з яких відбуваються змагання на літніх і зимових Паралімпійських іграх. На 2016 рік до Паралімпійських літніх ігор було включено 22 види спорту і  526 комплектів медалей, а до Паралімпійських зимових ігор входять 5 видів спорту та спортивних дисциплін і близько 72 комплектів медалей. Кількість і види розіграшів комплектів можуть змінюватися від одних Паралімпійських ігор до інших.
Паралімпійські ігри є великим міжнародним мульти-спортивним заходом для спортсменів з обмеженими фізичними можливостями. Це включає спортсменів з обмеженими можливостями пересування, ампутаціями, сліпотою та ДЦП. Паралімпійські види спорту — це організовані спортивні заходи в рамках світового Паралімпійського руху. Ці події організуються та проводяться під керівництвом Міжнародного паралімпійського комітету і міжнародних спортивних федерацій.

## Організація

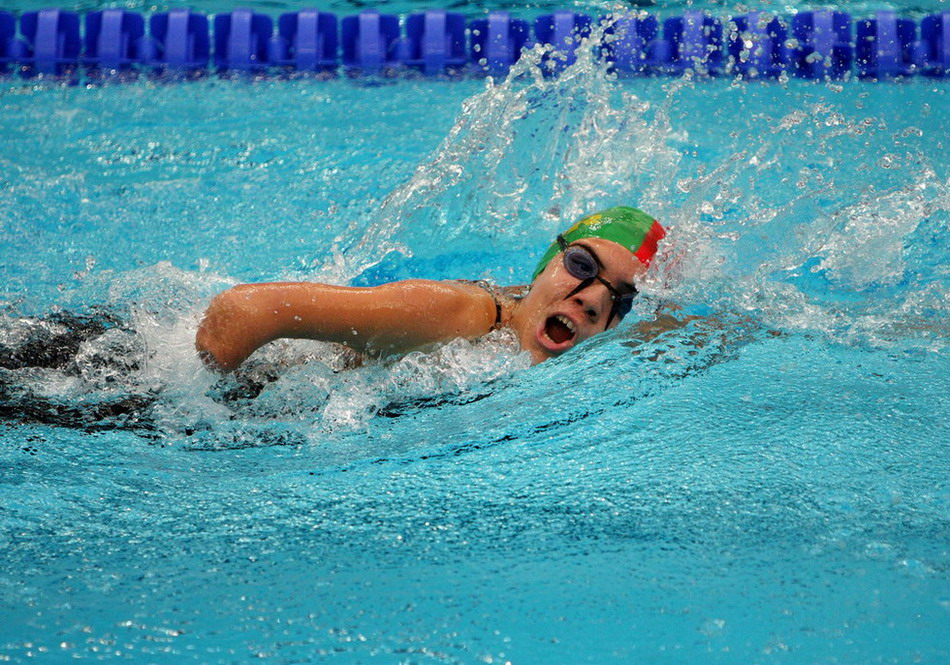
Плавання на літніх Паралімпійських іграх 2008

У всьому світі Міжнародний паралімпійський комітет визнаний провідною організацією, яке здійснює безпосереднє управління в дев'яти видах спорту та несе відповідальність за Паралімпійські ігри та інші мульти-спортивні події для різних видів інвалідності. Інші міжнародні організації, зокрема Міжнародна спортивна федерація візочників і ампутантів (IWAS), Міжнародна федерація спорту сліпих (IBSA), Міжнародна спортивна федерація для осіб з порушеннями розумового розвитку (INAS) і Міжнародна асоціація спорту та відпочинку осіб з ДЦП (CP-ISRA) регулюють деякі види спорту, які є специфічними для певної групи інвалідності. Крім того, деякі федерації одного виду спорту регулюють цей спорт для спортсменів з інвалідністю, або як частина федерації для здорових спортсменів, такі як Міжнародна федерація кінного спорту (FEI), або як федерація спорту для інвалідів, такі як Міжнародна федерація баскетболу на візках.
На національному рівні існує широкий спектр організацій, які беруть на себе відповідальність за Паралімпійський спорт, включаючи національні Паралімпійські комітети,, які є членами МПК, і багато інших. 

## Категорії інвалідності
Спортсмени, які беруть участь в Паралімпійських спорту, згруповані у десять основних категорій, в залежності від їх типу інвалідності:
Фізичні вади — є вісім різних видів фізичних вад для цілей паралімпійського руху:
- Порушена м'язова сила — з порушеннями у цій категорії, сила, створена м'язами, такими як м'язи однієї кінцівки однієї сторони тіла і нижньої половини тіла, знижена, наприклад, через травму спинного мозку, spina bifida або поліомієліт.
- Порушений пасивний діапазон руху — діапазон руху в одному або декількох суглобах систематично зменшений. Гострі стани, такі як артрит, сюди не входять.
- Втрата кінцівки або її частини — повна або часткова відсутність кісток або суглобів через часткову або повну ампутацію внаслідок хвороби, травми або вроджена недостатність кінцівки (наприклад, dysmelia).
- Різниця в довжині ніг — значне вкорочення кістки в одній нозі через вроджену недостатність або травму.
- Короткий зріст — зріст зменшений за рахунок укорочених ніг, рук і тулуба, які є наслідком дефіциту кісткової або хрящової структури опорно-рухового апарату.
- Гіпертонія — гіпертонія відзначається аномальним збільшенням м'язової напруги та зменшенням здатності м'язів розтягуватися. Гіпертонія може виникнути в результаті травми, хвороби або синдромів, які пов'язані з пошкодженням центральної нервової системи (наприклад, ДЦП).
- Атаксія — порушення, яке полягає у відсутності координації м'язових рухів (наприклад, ДЦП, атаксія Фрідрейха).
- Атетоз — в цілому характеризується незбалансованими, мимовільними рухами і складністю підтримки симетричної пози (наприклад, ДЦП, хореоатетоз).

Порушення зору — спортсмени з порушенням зору, починаючи від часткового зору, достатньо слабкого, щоб бути визнаним юридично сліпим, до повної сліпоти. Це охоплює порушення одного або кількох компонентів зорової системи (структури ока, рецепторів, шляху зорового нерву і зорової кори). Зрячі гіди для спортсменів з порушенням зору є такою тісною і істотною частиною змагання, що спортсмен з порушенням зору і його гід розглядаються як команда. Починаючи з 2012 року, ці гіди (разом зі зрячими воротарями в міні-футболі з командами по 5 стали отримувати власні медалі.
Вади розумового розвитку — спортсмени з істотним порушенням інтелектуального функціонування і пов'язаними обмеженнями в адаптивній поведінці. МПК насамперед опікується спортсменами з фізичними вадами, але групи інвалідності «Вади розумового розвитку»  була додана до деяких Паралімпійських ігор. Вона охоплює тільки елітних спортсменів з інтелектуальними порушеннями, діагностованими у віці до 18 років. А от визнана МОКом Спеціальна Олімпіада відкрита для всіх людей з обмеженими інтелектуальними можливостями.
Категорія інвалідності визначає, які спортсмени змагаються і в яких видах спорту вони беруть участь. Деякі види спорту відкриті для декількох категорій інвалідності (наприклад, велоспорт), а інші обмежуються тільки однією (наприклад, міні-футбол для команд з 5 учасників). У деяких видах спорту спортсмени змагаються спортсмени з кількох категорій, але тільки в своїй категорії (наприклад, легкої атлетики), а в інших спортсмени з різних категорій змагаються один з одним (наприклад, плавання). Події (розіграш комплекту нагород) в Паралімпійських іграх зазвичай маркуються відповідною групою, наприклад «чоловіче плавання вільним стилем S1» (тобто спортсмени з важкими фізичними вадами) або «жіночий настільний теніс 11» (тобто спортсменки з інтелектуальними порушеннями).

## Класифікація
Основним компонентом Паралімпійського спорту є класифікація. Класифікація забезпечує структуру для конкуренції, яка дозволяє спортсменам конкурувати проти інших з подібними вадами або аналогічним рівнем фізичної функції. Це схоже за метою на вагових та вікові категорії, що використовуються в деяких видах спорту для здорових спортсменів.
Атлетів класифікують за допомогою різних процесів, які залежать від групи інвалідності і виду спорту, в якому вони беруть участь. Оцінювання можуть включати фізичне або медичне обстеження, технічну оцінка того, як спортсмен виконує певні фізичні функції, пов'язані з його видом спорту, і спостереження під час і поза змаганнями. Кожен вид спорту має свої специфічні системи класифікації, які є частиною правил виду спорту.

## Поточні паралімпійські види спорту

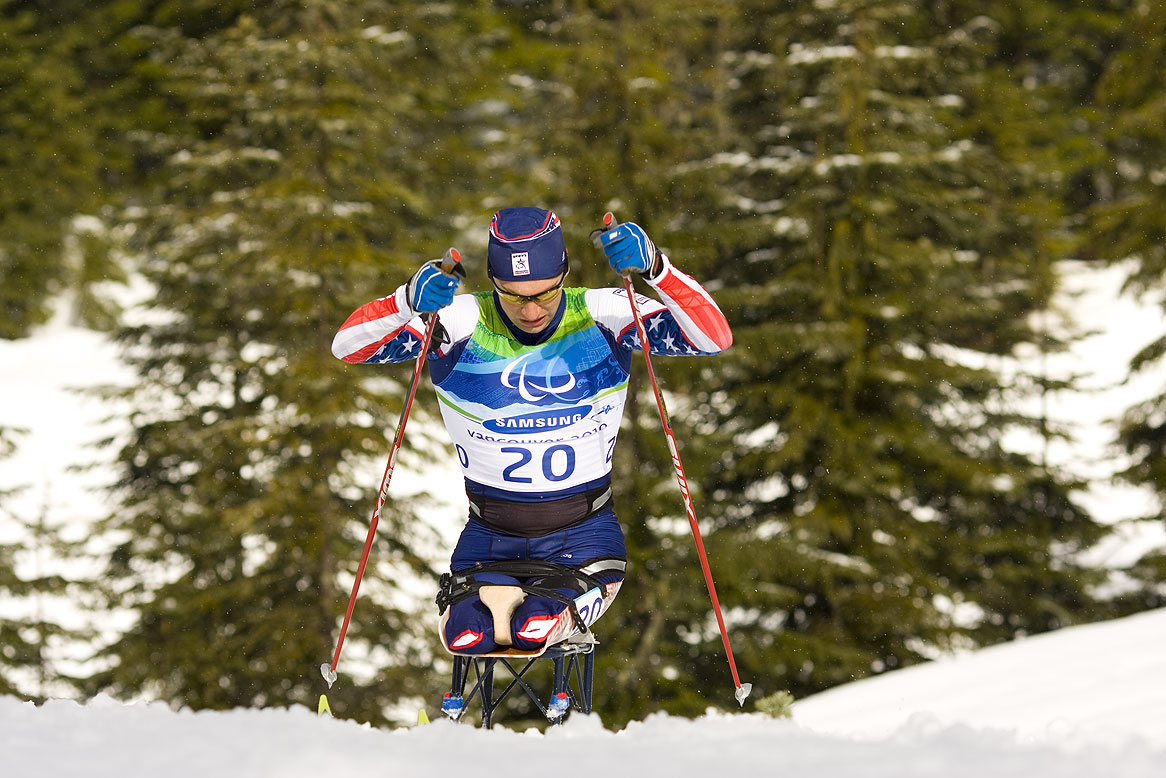
Біатлон: Енді Соул з США, у 2010 році на Паралімпіаді у Ванкувері.

Літня Паралімпіада

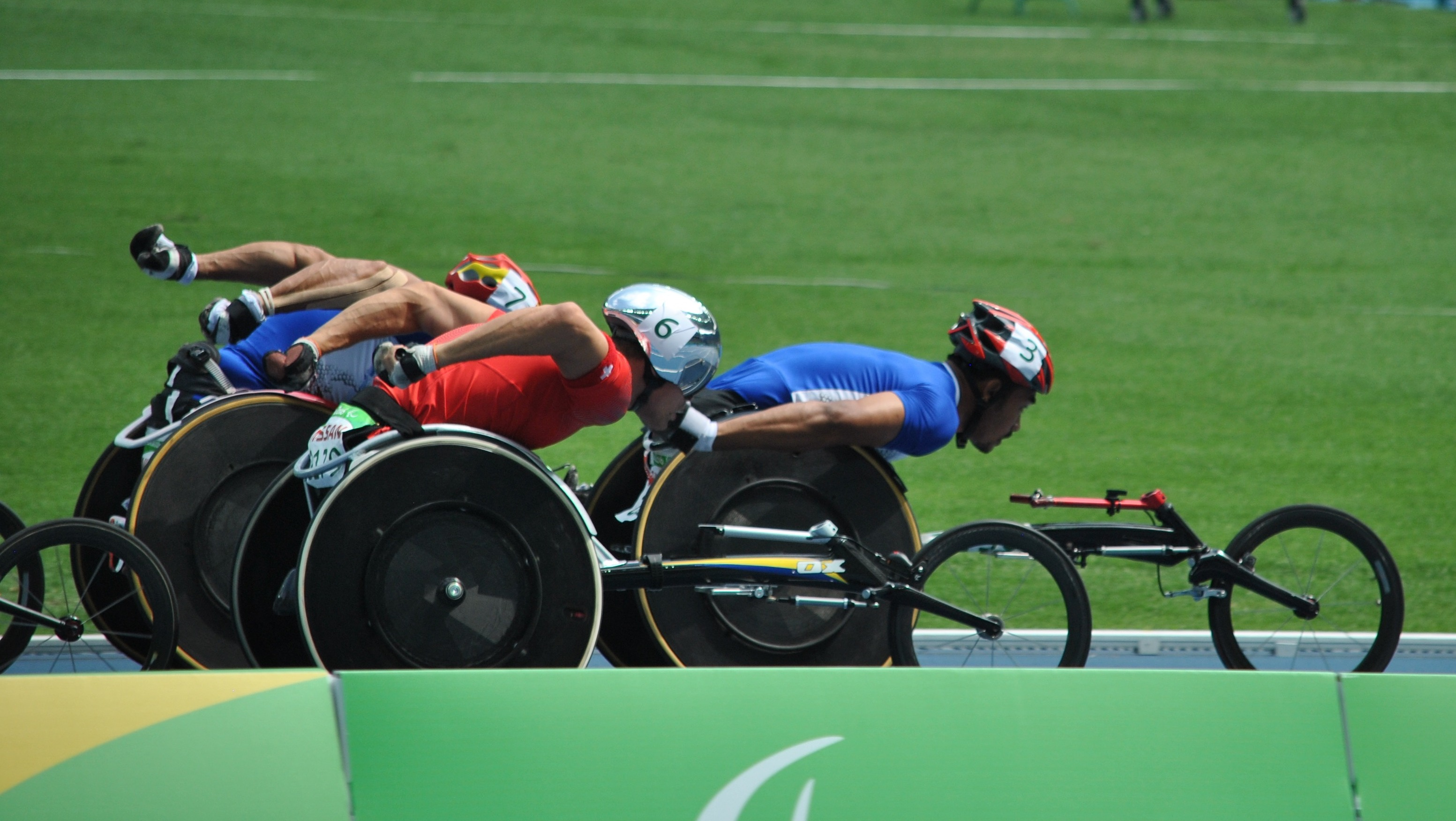
Чоловічі змагання на візках на дистанції 5000, фінал Ріо 2016

У таблиці перераховані види спорту, які зараз практикуються в літній Паралімпіаді.
| Вид спорту              | Вид спорту                    | Вид спорту | Допущені вади | Допущені вади | Допущені вади | Орган управління | Статус Паралімпійських ігор |
| Вид спорту              | Вид спорту                    | Вид спорту | Фізичні       | Зорові        | Розумові      | Орган управління | Статус Паралімпійських ігор |
| ----------------------- | ----------------------------- | ---------- | ------------- | ------------- | ------------- | ---------------- | --------------------------- |
| Стрільба з лука         | Стрільба з лука               |            | Так           |               |               | WA               | Літній спорт (з 1960)       |
| Паралімпійська атлетика | Паралімпійська атлетика       |            | Так           | Так           | Так           | IPC              | Літній спорт (з 1960)       |
| Бочча                   | Бочча                         |            | Так           |               |               | BISFed           | Літній спорт (з 1984)       |
| Велосипедний спорт:     | Велосипедні змагання на треку |            | Так           | Так           |               | UCI              | Літній спорт (з 1988)       |
| Велосипедний спорт:     | Велосипедні змагання по трасі |            | Так           | Так           |               | UCI              | Літній спорт (з 1984)       |
| Кінний спорт            | Кінний спорт                  |            | Так           | Так           |               | FEI              | Літній спорт (з 1996)       |
| Футбол (5 x 5)          | Футбол (5 x 5)                |            |               | Так           |               | IBSA             | Літній спорт (з 2004)       |
| Голбол                  | Голбол                        |            |               | Так           |               | IBSA             | Літній спорт (з 1980)       |
| Дзюдо                   | Дзюдо                         |            |               | Так           |               | IBSA             | Літній спорт (з 1988)       |
| Парабадмінтон           | Парабадмінтон                 |            | Так           | Так           | Так           | BWF              | Літній спорт (з 2020)       |
| Параканое               | Параканое                     |            | Так           |               |               | ICF              | Літній спорт (з 2016)       |
| Паратріатлон            | Паратріатлон                  |            | Так           | Так           |               | ITU              | Літній спорт (з 2016)       |
| Пауерліфтинг            | Пауерліфтинг                  |            | Так           |               |               | IPC              | Літній спорт (з 1964)       |
| Гребля                  | Гребля                        |            | Так           | Так           |               | FISA             | Літній спорт (з 2008)       |
| Стрільба                | Стрільба                      |            | Так           |               |               | IPC              | Літній спорт (з 1976)       |
| Плавання                | Плавання                      |            | Так           | Так           | Так           | IPC              | Літній спорт (з 1960)       |
| Настільний теніс        | Настільний теніс              |            | Так           |               | Так           | ITTF             | Літній спорт (з 1960)       |
| Волейбол                | Волейбол                      |            | Так           |               |               | WOVD             | Літній спорт (з 1976)       |
| Баскетбол на візках     | Баскетбол на візках           |            | Так           |               |               | IWBF             | Літній спорт (з 1960)       |
| Фехтування на візках    | Фехтування на візках          |            | Так           |               |               | IWAS             | Літній спорт (з 1960)       |
| Регбі на візках         | Регбі на візках               |            | Так           |               |               | IWRF             | Літній спорт (з 2000)       |
| Великий теніс на візках | Великий теніс на візках       |            | Так           |               |               | ITF              | Літній спорт (з 1992)       |

Зимова Паралімпіада
| Вид спорту                 | Вид спорту                | Вид спорту | Допущені вади | Допущені вади | Допущені вади | Орган управління | Статус Паралімпійських ігор |
| Вид спорту                 | Вид спорту                | Вид спорту | Фізичні       | Зорові        | Розумові      | Орган управління | Статус Паралімпійських ігор |
| -------------------------- | ------------------------- | ---------- | ------------- | ------------- | ------------- | ---------------- | --------------------------- |
| Гірськолижна програма:     | Гірські лижі              |            | Так           | Так           |               | IPC              | Зимовий спорт (з 1976)      |
| Гірськолижна програма:     | Парасноубординг           |            | Так           |               |               | ISF              | Зимовий спорт (з 2014)      |
| Следж хокей                | Следж хокей               |            | Так           |               |               | IPC              | Зимовий спорт (з 1994)      |
| Північні лижні дисципліни: | Біатлон                   |            | Так           | Так           |               | IPC              | Зимовий спорт (з 1988)      |
| Північні лижні дисципліни: | Бігові лижі (крос-кантрі) |            | Так           | Так           |               | IPC              | Зимовий спорт (з 1976)      |
| Керлінг на візках          | Керлінг на візках         |            | Так           |               |               | WCF              | Зимовий спорт (з 2006)      |

Нотатки до таблиці
Абревіатури органів управління:
- - BISFed — Міжнародна федерація спорту бочча
  - CP-ISRA — Міжнародна асоціація спорту та відпочинку осіб з ДЦП
  - IFDS — Міжнародна асоціація вітрильного спорту для інвалідів
  - IBSA — Міжнародна федерація спорту сліпих
  - ICF — Міжнародна федерація каное
  - ICF — Міжнародна федерація керлінгу
  - FEI — Міжнародна федерація кінного спорту
  - IPC — Міжнародний паралімпійський комітет (включає напрямки: паралімпійська атлетика, паралімпійське плавання, паралімпійська стрільба, Paralympic powerlifting, паралімпійський гірськолижний спорт, паралімпійський біатлон, Paralympic cross-country skiing, следж хокей)
  - ISF — Міжнародна федерація сноубордингу
  - INAS-FID — Міжнародна федерація спорту для осіб з порушеннями розумового розвитку
  - FISA — Міжнародна федерація веслувального спорту
  - ITTF — Міжнародна федерація настільного тенісу
  - ITF — Міжнародна федерація тенісу
  - ITU — Міжнародний союз тріатлону
  - IWAS — Міжнародна федерація спорту візочників та ампутантів
  - IWBF — Міжнародна федерація баскетболу на візках
  - IWRF — Міжнародна федерація регбі на візках
  - UCI — Міжнародний союз велосипедистів
  - WCF — Світова федерація керлінгу
  - WA — Світова федерація стрільби з луку
  - WOVD — Світова організація волейболу для інвалідів

Зауваження:
- Перелічені категорії представляють всі ті групи, які беруть участь у цьому виді спорту на певному рівні, але не всі ці категорії представлені у змаганнях на Паралімпійських іграх.
- Перераховані органи — організації, які відповідають за широкий рівень участі. У деяких випадках інші організації інвалідів мають вплив на спортсменів у цьому виді спорту у своїй групі. Наприклад, МПК управляє змаганнями з легкої атлетики для декількох видів інвалідності, такими як Паралімпійські ігри; однак, CP-ISRA, IBSA та IWAS мають власні окремі змагання з легкої атлетики для спортсменів з церебральним паралічем, спортсменів з вадами зору і спортсменів-візочників і ампутантів відповідно.
- Статус присутності на Паралімпійських іграх зазначає роки, коли в цих видах спорту розігрувався повний комплект медалей на Паралімпійських іграх.

## Паралімпійські види спорту в Україні
В Україні список видів спорту для людей з інвалідністю, розвиток яких підтримується на державному рівні, перелічено у Розділі III Реєстру визнаних видів спорту.